# Ivan Šangulin
Ivan Šangulin (* 20. April 1938 in Biograd na Moru; † 5. Mai 2012) war ein Fußballspieler.

## Spielerkarriere
Ivan Šangulin begann seine Profikarriere vermutlich bei NK Šibenik.  In der Saison 1961/1962 spielte er für einen kurzen Zeitraum bei Dinamo Zagreb, wo er sich nicht durchsetzen konnte. Er wechselte 1962 zum NK Rijeka, wo er bis 1966 spielte. Dort avancierte er zum jugoslawischen B-Nationalspieler.
1966 wechselte Šangulin zu Hertha BSC. Mit den Berlinern wurde 1967 Regionalligameister. Jedoch wurde in der Aufstiegsrunde deutlich die Rückkehr in die Bundesliga verfehlt. Auch 1967/68 wurde die Regionalliga Berlin dominiert, wobei Šangulin mit Lothar Groß, Uwe Witt, Peter Enders und Tasso Wild eine Abwehrformation bildete, die in 30 Partien lediglich elf Gegentore zuließ. Im Gegensatz zur Vorsaison konnten die Herthaner sich in der Aufstiegsrunde behaupten, wobei Šangulin einen Treffer gegen Rot-Weiss Essen beisteuerte. 1968/69 trat man so in der 1. Bundesliga an, in der Ivan Šangulin 30 von 34 Partien bestritt. Am Saisonende stand ein 14. Platz, wobei insbesondere die Defensive um Šangulin den Grundstein für den Klassenerhalt legte. So kassierten nur der Meister FC Bayern München (31 Gegentore) und der MSV Duisburg (37) weniger Gegentreffer als Hertha (39).
Nach der Saison ging Šangulin zum TuS Wannsee, der 1969/70 erstmals in der Regionalliga Berlin antrat. Nach dem Klassenerhalt erfolgte Šangulins Wechsel zum Ligarivalen Tasmania Berlin. Die Tasmanen dominierten 1970/71 die Liga, scheiterten jedoch in der Aufstiegsrunde. Im Anschluss an die folgende Sommerpause kam Šangulin trotz gültigen Vertrags nicht mehr zur Tasmania zurück. Als Tasmania im Jahr darauf erneut um den Aufstieg spielte, bot er seine Mithilfe an, Tasmania lehnte diese jedoch ab.

## Trainerkarriere
Nach seiner Spielerkarriere trainierte Šangulin in seiner Heimat 1985, von 1989 bis 1992 und 1994 den NK Šibenik, sowie NK Zadar und HNK Primorac Biograd na Moru.

## Erfolge
Berliner Meister: 1967, 1968 (Hertha), 1971 (Tasmania)